# Erik Sandin
Erik Sandin, também conhecido como Smelly (29 de julho de 1966, Los Angeles, Califórnia) é o baterista da banda de punk rock californiana NOFX.

## Biografia
Smelly é um dos membros fundadores da banda NOFX, criada em Hollywood, Califórnia, em 1983, juntamente com Fat Mike e Eric Melvin, mas mudou-se para Santa Barbara dois anos depois, deixando a banda.
Em um só ano sem Smelly, os NOFX tiveram dois bateristas (Scott Sellers e Scott Aldahl) e, em 1986, a banda pediu para que Sandin retornasse.
Smelly esteve viciado em heroína mas, em 1992 e antes da gravação do álbum White Trash, Two Heebs and a Bean, ele internou-se numa clínica de desintoxicação para se livrar da dependência da droga. A sua admissão na clínica terá surgido como um ultimato da banda, que ameaçou gravar o álbum sem ele.
Erik Sandin é o baterista dos NOFX desde o seu regresso, em 1986, e toca bateria em todas as faixas dos álbuns EPs dos NOFX. É considerado um dos melhores e mais técnicos bateristas do gênero, com uma pegada muito rápida e precisa e com uma técnica muito apurada, englobando elementos de jazz, reggae e ska.